# Salomon Rombouts

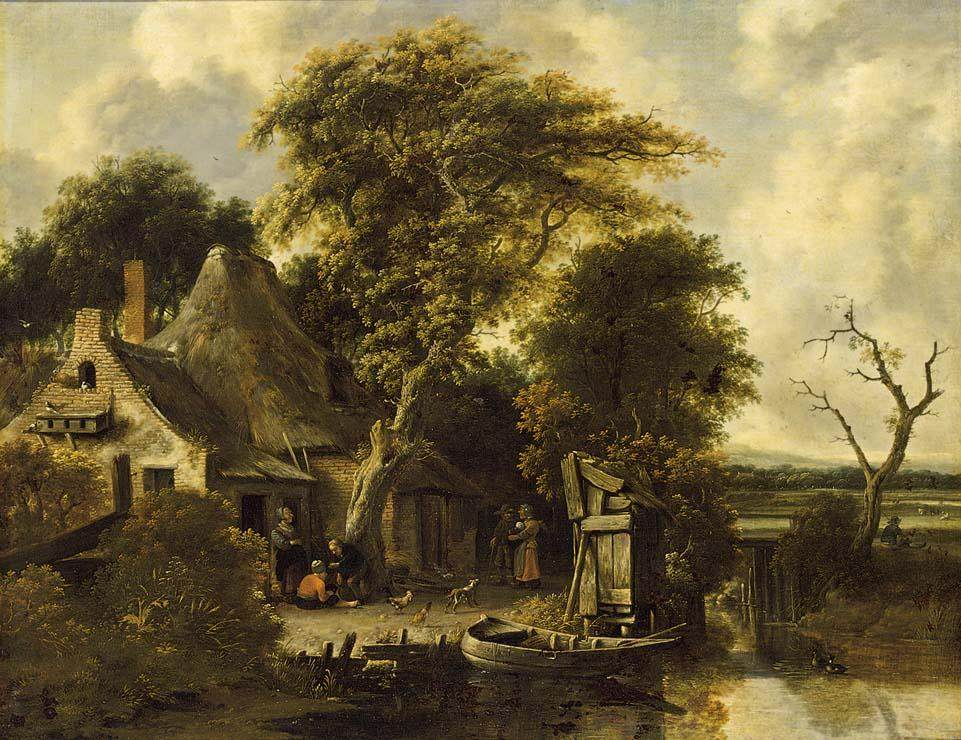
Boslandschap, olieverf op doek, privécollectie

Salomon Gillisz. Rombouts (Haarlem, 1655 - ca. 1702) was een Nederlands kunstschilder en tekenaar uit de Gouden Eeuw. Hij was de zoon en leerling van de landschapsschilder Gillis Rombouts en werkte in diens stijl. Hij vervaardigde voornamelijk landschappen met bossen en architectuur en strandgezichten. Evenals bij zijn vader was ook in het werk van Salomon de invloed merkbaar van Jacob van Ruisdael.
Rombouts werd in Haarlem gedoopt op 10 maart 1655, nadat twee eerder geboren kinderen, die ook allebei Salomon heetten, waren overleden. In 1678 werd hij lid van het Haarlemse Sint-Lucasgilde. Rond 1681 vertrok hij naar Italië en vestigde zich in Florence.
Hij stierf in Italië in of voor 1702, getuige een vermelding in een lijst van schilders uit dat jaar waarin hij wordt aangemerkt als overleden.  